# Alessandro Birindelli
Alessandro Birindelli (Pisa, 12 de novembro de 1974) é um ex-futebolista italiano que atuava como lateral-direito.

## Títulos
Empoli
- Copa da Série C Italiana: 1995–96

Juventus
- Supercopa da Itália: 1997, 2002 e 2003
- Serie A: 1997–98, 2001–02 e 2002–03
- Copa Intertoto da UEFA: 1999
- Serie B: 2006–07

Itália Sub-23
- Jogos do Mediterrâneo: 1997